# ルパン三世 ルパンVS複製人間
『ルパン三世 ルパンVS複製人間』（ルパンさんせい ルパンたいクローン）は、1978年に公開された日本のアニメ映画。モンキー・パンチ原作のアニメ『ルパン三世』の劇場映画第1作である。賢者の石を巡る争奪戦を機に、ルパン三世と自らを神と名乗る謎の人物・マモーとの対決を描く。監督は吉川惣司。
本来のタイトルは『ルパン三世』。ビデオソフト化の際に他の作品と区別するため、キャッチコピーの一部だった現在の副題が付いた。副題が付く以前は『マモー編』という通称があった。
キャッチコピーは「ルパンvsクローン〈複製人間〉─世界史をぬりかえるのはどっちだ!?」。

## 概要
当時、日本テレビ系で放送されていた『ルパン三世 (TV第2シリーズ)』（以下、『TV第2シリーズ』）の人気を受け製作された。また、当時の劇場用アニメはテレビシリーズの総集編というものが多く、その中で総製作費5億円をかけた完全新作となった。
本作は「初期の頃の大人向けのルパンが見たいという声にお応えします」という制作趣旨が明言され、子供も含む幅広い年齢層を対象にした『TV第2シリーズ』ではなく、アダルトでハードな世界観である『ルパン三世 (TV第1シリーズ)』（以下、『TV第1シリーズ』）初期の作風に近づけることを命題とした。このため、スタッフは『TV第1シリーズ』に参加した人物が多く起用され、公開時におけるセールスポイントの一つでもあった。
後年のルパン作品で登場が恒例となる、峰不二子以外のマドンナ的な役柄となる女性オリジナルキャラクターが本作には存在しない。不二子がヒロインとしてルパンとの関係にも焦点が当てられており、その存在についても物語のキーポイントの一つとなっている。
初公開時、「世界初の長編アニメビジョン」と宣伝で謳われていた。これは、大画面（ビスタ・サイズ）での公開に合わせ、作画に通常より大きい背景やセル画を用いたことを、アニメーションとビスタ・サイズを合わせたアニメビジョンという造語で表したものである。
製作時、裏テーマとして「映画を盗め」というものがあったといい、様々な映画のパロディが指摘できないほど散りばめられている。
本作はクローン技術をテーマにしたSF作品でもあり、細胞分裂の限界（詳細はテロメアを参照）などクローンに関する知見を盛り込んでいる。公開された1978年当時は、イギリスで「試験管ベビー」と呼ばれる世界初の体外受精児が誕生したため、クローンは旬のテーマだった。
特別ゲストとして、エジプト警察署長役に三波春夫、アメリカ合衆国大統領役に赤塚不二夫、ソ連書記長役に梶原一騎が出演している。

## あらすじ
ある日、一人の男が処刑された。その男がルパン三世であることは、鑑識の結果からも事実だった。だが、銭形警部だけはその事実を信じなかった。
銭形はルパンが埋葬されているドラキュラ城へ車で急行し、「物事にはな、限りってもんがあるんだ！」とルパンの遺体に自らの手でとどめを刺そうとするが、遺体は爆発してしまう。その時、爆発の衝撃で引っくり返った銭形の目の前に、「相変わらず殺気立ってやんなぁ、父っつあん」と先ほど爆発したはずのルパンが現れた。ルパンによると処刑されたのは偽者であるらしく、銭形はとりあえずと言わんばかりにルパンを逮捕しようとするが、逃げられてしまう。
自分が本物なのか迷いつつもルパンは不二子の依頼を受けて新たな仕事へ出発し、次元と共にエジプトのピラミッドから「ある石」を盗み出す。それは、人間に永遠の生命を与えるとの言い伝えがある賢者の石だった。
そのころ、謎の男の用意した部屋にて裸で寝ていた不二子は、起床を促す彼の声で渋々起きてシャワーを浴びる。その声は作りものであり、不二子は男の正体に未だたどり着けずにいた。それすらも想定の範囲内であるかのように微笑んだ不二子はバイクスーツを着込み、ルパンのもとへ走り出す。
賢者の石を持ってきたルパンに不二子はいつもにも増して冷淡な態度で応対し、彼の隙を突いて硬化ガスを吹きつけ、賢者の石を持ち去る。そんな不二子もまたある人物に依頼されていたが、「マモー」と名乗るその依頼主は、ルパンを使って不老不死に関する品物を集めていた。しかし、賢者の石はルパンがあらかじめ用意していた盗聴器付きの偽物だったため、彼はマモーに狙われることとなる。
不二子はマモーから逃れ、スペインにあるルパンの隠れ家を訪れて助けを乞うが、不二子の密告によって痛い目に遭っていた次元と五ェ門には拒絶され、彼らは不二子をかばうルパンに愛想を尽かして隠れ家から去る。ルパンは不二子と床を共にするかと思いきや彼女に追い出され、「ア〜ア、俺はアラン・ドロンにゃなれねえよ！」と拗ねると腹ごしらえを済まして不二子に襲いかかろうとするが、食事に盛られていた薬が効いて眠ってしまう。不二子は無線でマモーの部下のフリンチを呼び、ルパンを引き渡す。
フリンチに捕らえられたルパンは、マモーのアジトの島で彼のクローン技術によって複製されたナポレオン・ボナパルトやアドルフ・ヒトラーらしき人々に出会う。マモーも、1万年前から自己を複製し続けてきた複製人間（クローン）であって永遠の命を得た「神」を自称するが、ルパンは信じない。
一方、次元と五ェ門はFBIのゴードンに拘留されてしまう。マモーが米ソ両政府をも脅迫して医学・細胞学や生命工学の機密情報を要求していたことから、ゴードンの上司であるスタッキー大統領特別補佐官にマモーの本拠地を問われた次元は、ルパンの残した紙片を示す。不二子の筆跡で水と書かれたその紙片の意味をゴードンに問われた次元は、「それが分かったらお互い苦労しない」と返す。シラを切られたと感じたゴードンは次元に拷問を迫って脅すが、それがアメリカの民主主義かと、マリリン・モンローとハンフリー・ボガートを引き合いに出して啖呵を切ってみせた次元の様子に、スタッキーは次元と五ェ門がマモーの本拠地を知らないものと判断して二人を釈放する。しかし、尋問の際にゴードンが机をひっくり返した拍子に水で濡れた紙片には、カリブ海の文字が浮かび上がっていた。それを見た次元と五ェ門はマモーの島へ船で向かうが、その船底には牡蠣のようにへばりつく銭形がいた。
そのころ、ルパンは賢者の石と不二子を奪い、島中を逃げ回っていた。そこへ次元が駆けつけてマモーを射殺し、五ェ門がフリンチを倒した結果、ルパンたちは脱出に成功する。そして、島はスタッキーの命令を受けたアメリカ軍による空爆で葬られた。
ルパンたちはコロンビアの田舎町にあるホテルへ逃れるが、そこへ死んだはずのマモーが現れて不二子を連れ去り、「処刑されたルパンはマモー自身が作ったクローン、いやあるいは処刑されたルパンが本物では？」と挑発する。ルパンの「お前が神なら、奇跡を起こせ」との反発に答えるようにコロンビアの街を大地震が襲い、街は廃墟と化す。しかし、ルパンは地震のカラクリを見破ると、心が折れた次元の制止を振り切り、単身でマモーの本拠地へ乗り込む。本拠地ではマモーが核ミサイルのボタンを押してアメリカ政府を挑発するが、ルパンによる工作で核ミサイルは発射寸前に爆発し、マモーの本拠地は崩壊する。ルパンとの戦いの末、自らのクローンをすべて失ったマモーは巨大なカプセル内に浮かぶ巨大な脳としての正体を現し、そのカプセルを搭載したロケットによって宇宙の彼方での不老不死を手に入れようと地球からの逃亡を図るが、ルパンが不二子を連れて逃げる前に仕掛けていた爆弾によって宇宙空間でカプセルとロケットを破壊されて絶命し、巨大な脳のまま太陽に向かって漂っていくという最期を迎えた。地球上ではルパンが「マモー、感謝しな、やっと死ねたんだ」と皮肉めいた捨て台詞を吐く。
ルパンを追って来た銭形の前でルパンが不二子にキスしながら服をめくって乳首を触る動作は、まるでボタンを押すかのようであった。それと同時に、各国でミサイルの発射ボタンが押され、すべての秘密をもみ消すためのミサイルがマモーの本拠地に向けて発射される。ルパンを救出に来た次元の飛行機には不二子がちゃっかりと乗り込み、残されたルパンと銭形は手を取りあって逃げ出すのであった。

## 登場人物

### メインキャラクター
ルパン三世
声 - 山田康雄
かの名高き怪盗アルセーヌ・ルパンの孫で、自らも世界的な大怪盗かつ変装の達人。
自らが処刑されたという訳のわからない話を聞き、厳正な鑑識の結果も「間違いなく処刑されたのはルパン三世本人」と断定されたため困惑している。
次元大介
声 - 小林清志
コンバットマグナムを使う射撃の名手でルパンの相棒。
義理堅く頼りになる男―というのがTV第1シリーズでの人物紹介だが、不二子の度重なる裏切り行為に毅然としないルパンに愛想を尽かす。だが、ルパンの危機を見過ごせるはずもなかった。
石川五ェ門
声 - 井上真樹夫
古の大泥棒・石川五ェ門の十三代目。最強の刀「斬鉄剣」を使う居合い抜きの達人。
峰不二子
声 - 増山江威子
ルパン一味の紅一点で、付かず離れずの存在。時にはルパンたちを利用したり、裏切ったりすることも多い。
相変わらずルパンたちを振り回す行動を見せるが、今回は「不老不死」という願いを叶えるためだけに次元や五ェ門でさえ腹に据えかねるほどの仕打ちを行った結果、3人が仲違いする原因を作る。ルパンに対する本当の想いも垣間見せる。
銭形警部
声 - 納谷悟朗
ルパン一味を追うICPOの捜査官。ルパン専任捜査官であるため、ルパンに関係する事件なら世界中どこでも捜査権が認められている。
今回は言動や行動がいつもに増してエキセントリックになっており、冒頭の狂気じみた行動やルパンに対する捜査権行使の際の自己中心的な振る舞いからエジプトの警察署長と対立している。その後、マモーが全人類規模の重要人物であることから、事件への介入を中止するようICPOを通じて警視総監から辞令を受けるが、何も事情を理解できないまま辞職を宣言し、個人でルパンを追う執念深さを見せた。また、妻帯者であることが判明した（娘の名前は「トシ子」）。
本作では警視総監から渡された、内閣総理大臣からの特別報奨金の封筒に「銭形平次殿」と書かれている。

### ゲストキャラクター
マモー
声 - 西村晃
クローン技術によって己自身を生み出し育むことで1万年を生き抜き、歴史を影から動かしてきたと自称する天才科学者。表向きは世界一の大富豪「ハワード・ロックウッド」として鉄鉱・造船・運輸・報道などに関与する多国籍企業（財団）を経営、世界の富の3分の1を支配しており、近年では考古学の発掘も手がける。ただしルパンは神の名を騙って世界中を騙そうとしたペテン師と見なし、最後まで信じなかった。
子供のような低い頭身、薄灰色の肌、カールした頭髪と、人間離れした不気味な姿が特徴。念動力を使うが、次元との戦闘では、拳銃も使用する。
性格は極めて傲慢かつ独善的で、自身を「預言者」「神」と言って憚らず、たとえ相手が大国の大統領であろうと尊大に振る舞い、加えて優れたものや美しいものなど自分が選んだ者のみ生きていれば良いという強い選民思想の持ち主。取り分け不二子をいたく気に入っており、彼女を手元に置こうとする。
部下には科学者やフリンチら多数の大男、自身のクローンの不良品たちがいる。
完全な不老不死を実現するために、不二子に賢者の石を渡すよう依頼した。他にも、米ソ政府に両国が持つ生命工学の情報を全て供与するよう要求したり、北京の故宮博物院からは始皇帝の正薬、ドラキュラ城からはマンドラゴラの根と不老不死の伝説にまつわる品々を不二子を通じてルパンに盗ませていたが、自分が利用されていることを悟ったルパンに賢者の石の偽物をつかまされたことで敵対。ルパン一味に幾度も刺客と罠を差し向け、パリで武装ヘリやトレーラーで追撃する、先んじてアジトを潰す、砂漠でヘキサンのデモンストレーションで脅すなどして追い詰め、不二子の手引きでルパンを捕らえる。
本体は130代目にあたる巨大な脳で、クローン技術に目覚めた当初は通常のクローン連鎖によって生き続けてきたが、劣化コピーの問題が無視できなくなったことから、この代において脳だけを取り出し、特殊なリンゲル液の中で永久保存することとし、生物個体としての自身のクローン、つまり「コピーのコピー」を電子装置で遠隔操作していた。劇中に登場するマモーの1体目は次元に射殺され、2体目はルパンに発射したレーザーを斬鉄剣の破片で反射され、逆にレーザーの直撃を受けたことで焼死する。
賢者の石をもってして不老不死を実現できなかったことに絶望し、自分の要求を拒否した米ソへの報復も兼ねて全世界にミサイル攻撃を仕掛けようとするが、基地に忍び込んだルパンにミサイルを破壊され失敗。最後は自らのオリジナルとなる巨大な脳が浮かんでいるカプセルをロケットに乗せて、宇宙の彼方へ送ることで逃亡を図るが、発射前にルパンが仕掛けた爆弾でカプセルとロケットを大気圏離脱直後に爆破され、1万年の生涯に終止符を打つこととなった。その後、ロケットの発射に巻き込まれて土の中から盛り上がって出てきたルパンから「マモー、感謝しな。やっと死ねたんだ。」とはなむけの言葉を贈られる。
キャラクターのイメージはポール・ウィリアムズから。名前の由来は原作と『TV第1シリーズ』に登場する魔毛狂介ではなく、脚本の大和屋が「適当に付けた名がそのまま残ってしまった」と話している。。
スタッキー
声 - 大平透
アメリカ合衆国大統領特別補佐官で、次元曰く「世界で一番偉い男を操っているおっちゃん」。
米国へのマモーの脅迫に対し、極秘裏に対応を進めていた。ホットラインに割り込んできたマモーの本拠地を探るために次元と五ェ門を拘束。拷問までちらつかせて取調べをするが、2人がマモーについて何も知らないことがわかると、2人を釈放。だがその裏で偵察衛星からしっかりと2人の動向を監視していた。
一見冷静な知性派に見えるが、「この世で神がいるのだとすれば、それは我々だ」と言い放つなど、傲慢な面も持ち合わせている。
ハワード・ロックウッドの正体がマモーだと判明すると、マモーの本拠地への空爆を開始。その後はコロンビアの高山にあるマモー最後の基地へのミサイル攻撃も指揮したが、最後は自らが率いた作戦基地を爆破してゴードンもろとも証拠隠滅するよう米国本部に進言し逃亡した。
ゴードン
声 - 柴田秀勝
スタッキーの部下。
スタッキーと共に次元、五ェ門を取り調べた。フリンチと体格が似ていたことから次元に間違えられる。
典型的なアメリカ第一主義者であるようで、マモーの基地へのミサイル攻撃をスタッキーと共に指揮した際は「殺せ!殺せ!秘密を知っている者は1人も残らず抹殺するんだ!」と狂喜する横暴な面も見せている。
フリンチ
声 - 飯塚昭三
マモーの部下の大男。ヘリや巨大トレーラー、セスナ機を駆使してルパン一味を襲い、ルパンのアジトの一つを破壊し、マモーのアジトへルパンを連れていった。
サーベルを武器とするだけでなく、スーツの下にレーザー光線以外では切断できない特殊合金製の防弾チョッキを着用しており、格闘能力も高い。
防弾チョッキで五ェ門の斬鉄剣を刃毀れさせたものの、無防備だった頭部を輪切りにされ、そのまま海に転落して死亡した。
なお、マモーの基地の1つがあるカリブ海の孤島では、フリンチと似たような外見の大男たちが島の警備を行っている。その中の1人「ゴーレム」はルパンを檻に閉じ込めて見張っていたが、ルパンいわく「最も原始的な手」に引っかかり逆に閉じ込められてしまうなど間抜けな一面もあり、あまり賢くはない。
警視総監
声- 富田耕生
警視庁警視総監。銭形がインターポールへ出向する前から着任している。
これ以上の事件への介入を中止するよう銭形を説得したが、辞職も覚悟の銭形に拒否される。
劇場版第6作『DEAD OR ALIVE』には名前のみ登場する。
科学者
声 - 村越伊知郎
マモーの部下。賢者の石の分析の結果をマモーに伝えている最中、背後からルパンに木槌で殴り倒され、石を奪われた。
マモーの粗悪品
声 - 西村晃
コピーを繰り返し不完全さが増したことで発生したマモーの劣化クローン。名前はルパンが命名。
青いローブを着用しており、ルパンや次元に倒されたクローンと比較して、頭髪はボサボサで肌もより皺が多く歯がほとんど抜けており、体力なども非常に脆弱である。武器は大鎌。
最期はクローン技術の限界と欠点、自身がコピーを繰り返した結果作り出された不完全なクローンであることをルパンに告げて事切れた。また、自身と同じ青いローブを着用し、自動小銃を武器にした数名の仲間も登場したが、ルパンの手製爆弾によって撤退した。
コピールパン
マモーが密かに作り出したルパンのクローンで、いかなる経緯かは不明だが本作冒頭で絞首刑となって死亡している。作中では明確な呼称はなく、便宜上「コピールパン」と記す。
作中では絞首台へ向かう際と執行時のシーンにて姿がシルエットで描かれているが、姿形はおろか鑑識ですら本物と断定するほどにオリジナルに遜色ない性質を持っている。作中ではこのこととマモーの2体目のクローンからの挑発によって、ルパンは今いる自身と処刑された方のどちらが本物（オリジナル）なのかというジレンマに苛まれることとなるが、後にこのマモーから処刑された方がコピーであると明言された。
職員
声 - 嶋俊介
警官
声 - 宮下勝
エジプト警察署長
声 - 三波春夫
大統領
声 - 赤塚不二夫
アメリカ合衆国大統領。
本編で姿は見せず、ホットラインで書記長と会話している。ホットラインの通話内容の録音の他、マモーが米国に核ミサイル発射の宣戦布告をした際の会話時に声のみ登場。
書記長
声 - 梶原一騎
ソビエト連邦共産党書記長。
本編で姿は見せず、声のみ登場。

## スタッフ
- 製作 - 藤岡豊
- 原作 - モンキー・パンチ（双葉社刊）
- 監督・演出・絵コンテ・演出[9] - 吉川惣司[注釈 12]
- 脚本 - 大和屋竺、吉川惣司
- 監修・メカニックデザイン - 大塚康生
- レイアウト - 芝山努
- 作画監督 - 椛島義夫、青木悠三
- 美術 - 阿部行夫
- 撮影監督 - 黒木敬七
- 編集 - 相原義彰
- 録音 - 加藤敏
- 音楽 - 大野雄二
- 選曲 - 鈴木清司
- 製作補 - 郷田三朗、片山哲生
- 作画
  - アクト - 大坂竹志、佐久間信計、小柴重光、林隆文、安西武、沼憲子、天野公子、前田順子、佐藤由美子、新木寿子、関三恵子、佐藤喜子、大迫由美子、小林左希子、森川明美、幸田知子、伊藤幸松
  - スタジオルック - 岡豊、桑原玲子、国島龍二、高橋敏夫、上杉遵史、望月則子、松田節子
  - マジックバス - 清山滋峯、清水恵蔵、井上和夫、四分一節子、外山一博、鈴木まり子
  - オカスタジオ - 増谷三郎、椙目八男
  - スタジオメイツ - 小泉謙三、大宅幸男、一川孝久、島田和義、神林美雪、中島裕子、岸本良子、井上由美、内山幸子
  - スタジオ・ライブ - さかいあきお、安藤淳子、小河清美、北川祐子、高橋理恵、渡辺浩、丸山政次
  - OHプロダクション - 丹内司、友永和秀、岡本健一、山内昇寿郎、葛岡博、槌田幸一
  - T・A・F - 古瀬登
- 動画チェック - 大武正枝
- 美術助手 - 野谷顕次、門野真理子
- 背景
  - 椋尾プロダクション - 伊藤攻洋、加藤隆文、松宮正純、尾島静子、窪田忠雄
  - アトリエリーク - 川井憲、高野正道、笠原淳二、村上勢至、西尾庸哲
  - 小林プロダクション - 青木勝志
  - アトリエロビン - 海老沢一男、松本健治
  - カブトムシ工房 - 水野尾順一、石津節子、石川山子
- 色指定 - 萩原政司
- 仕上
  - イージーワールド - 曽根由貴子、菊地真理、森田キヨ子、渡辺とし美、前川孝、萩原澄恵
  - スタジオライフ - 若井喜治
  - スタジオタージ - 館野透治
  - グループジョイ - 新井正春
- 撮影 - 萩原享、森田俊昭、小野聰、鳥越一志、橋谷誠一、桜井好已、山口久子、鈴木武弘、清水正幸、熊瀬哲郎
- ネガ編集 - 鶴渕充寿
- 効果 - 橋本正二（宮田音響）
- 整音 - 原聡
- 挿入歌 - 「ルパン音頭」（テイチク・レコード）
  - 唄 - 三波春夫 / 作詞 - モンキー・パンチ / 補作詞 - 中山大三郎 / 作曲・編曲 - 大野雄二
- サントラ盤（コロムビア・レコード）
- 録音スタジオ - アオイスタジオ
- 現像 - 東京現像所
- 制作進行 - 矢島和昭、春田克典
- 制作担当 - 池田陽一
- 制作宣伝 - P&M
- 制作協力 - 東北新社
- 連載誌 - 週刊漫画アクション、パワァ・コミックス（双葉社刊）
- 配給 - 東宝株式会社
- 製作 - 東京ムービー新社、日本テレビ[注釈 13]

## 製作

### 企画
企画は、東京ムービー（現トムス・エンタテインメント）の社長だった藤岡豊によって立ち上げられた。1977年に劇場版『宇宙戦艦ヤマト』をプロデュースし、大ヒットさせた西崎義展に対抗意識を燃やした藤岡が「ルパンの映画をやるぞ！」と声をかける形だったという。監督は、『TV第1シリーズ』で絵コンテを担当したことなどが縁で吉川惣司が起用された。
吉川曰く、当時はテレビもマンガも「血と汗と涙」のスポ根一色の時代であり、本作のようなアダルトな雰囲気の「洋画風」アニメが当たるわけがないとされていた。そのため、企画は最初からやりたいようにできたといい、ほぼ自由な体制での制作だったという。これにより、当時放送中の『TV第2シリーズ』と異なる『TV第1シリーズ』初期の作風に近づけることとなった。吉川は後年「（『TV第2シリーズ』は）あまりにお茶の間向けの演出で、スタッフの間に不満が高まっていた」「もっとアダルトな内容にしようという機運も高まっていた」と回想している。

### 脚本
脚本は大和屋竺と吉川の連名であるが、実際は吉川単独での執筆である。大まかなアイデアなどの打ち合わせは2人で重ねていたものの、会議に間に合わせるため吉川が一人で書き上げた脚本が初稿としてプロデューサーに提出された。その後、吉川は大和屋に修正を打診したが「そのままでいい」と了解を得たため、吉川の大和屋への敬意から連名でクレジットすることとなった。
吉川は脚本や演出について、「ちょっと変わった殺し屋を出すとか、ワンアイデアに集中するところがルパン」との考えから劇場で持ち味が消えないかという不安があったといい、逆に「劇場用でしかできないものを」と開き直る気持ちで制作したという。また、「ルパンは日常性からつきぬけた人物だから、人間くさい話にはしたくなかった。それに泥棒ルパンはテレビでもう充分。それよりも、同じアウトサイダーでもルパンと対極をなすような人物・壮大な敵と、観念の上だけでいいから戦わせる話にしたかった」と話すほか、「人類を救うようなことをしても、ルパンは周りの世界と気持ちの上で関わりあいをもたず、泥棒として追われる。結局、ルパンにとっては"コップの中の嵐"で、ルパンのスケールの大きい人間性に皆が飲み込まれていたという話にしたかった」という発言もし、後に「マモーとルパンの対立も米国とソ連の対立構造の前ではかなわない、という物語がやりたかった」と明かしている。

### 製作
キャラクターデザインは、それまでのシリーズ（大塚康生や北原健雄）と異なり椛島義夫によって新たに描き起こされた。このデザインは顔が細長いことから「馬面ルパン」との俗称で呼ばれている。なお、マモーのキャラクターデザインに関しては、吉川によるものである。
椛島は作画監督も務めたものの、製作中に体調不良で休養した時期があり、この期間は青木悠三らが作画をチェックしたという。椛島と共に作画監督を務めた青木は、カーチェイスの作画も担当している。
レイアウトには短いスケジュールで上手いものが必要だという理由から、パイロットフィルムに参加した芝山努が起用された。芝山は「ルパンは手足が細い。だから劇場の広い画面で、手足をさげていると左右がスケスケになる」と語り、手をあげたり斜めに寝かせる場面を作るなど気を使ったという。動画チェックを担当した大武正枝は当時の芝山に関して、吉川による絵コンテが出来たところからどんどん描き始め、約4ヶ月で1000カット以上ある全レイアウトを仕上げたと証言している。
『TV第1シリーズ』の作画監督である大塚康生は"監修"とクレジットされているが、先行して参加した『未来少年コナン』の製作が遅れたため参加した時点で作画の80%が終了しており、関わったのは作画チェックの手伝いのみとなった。大武によると、大塚のチェックは椛島の休養中で、椛島不在によって積まれたカットの中から修正前の原画を抜いて中を見て「はい！オッケー」「大丈夫、大丈夫」といった軽いものだったという。一方で、難波日登志によると実際はヘルプとして多くの原画も担当していたといい「そのまま大塚さんのキャラで描かれていたが、なぜか作画監督による修正がなかったため、担当したパートは観ていたら気づくのではないか」と述べている。
『TV第1シリーズ』から続く、車や拳銃などのメカや小道具にリアリティを重視し事細かに設定する「実証主義」は本作でも行われ、取り寄せた資料は1万8000点以上となった。
ルパンの愛車には、『TV第1シリーズ』初期で使用されたメルセデス・ベンツSSKが採用されている。不二子の愛車であるミニ・クーパー（オースチン）は、監督の吉川の愛車だったことから採用され、吉川は「ルパン達の誰かに乗せたかった。誰に合うか考え、結局不二子に乗せることにした」としている。
公開時に「世界初のアニメビジョン方式」と宣伝で謳われた。これは、画面アスペクト比が当時主流だったスタンダード・サイズではなく当初からビスタ・サイズを想定しており、通常より大判のセル画を用いて制作された最初の作品であることを指している。なお、使用したセル画は約6万2000枚となった。
三波春夫によるエンディング曲「ルパン音頭」は、プロデューサーの藤岡による指示で挿入されたものである。当初、藤岡はベイ・シティ・ローラーズの起用を希望しており、実際にオファーもされたが、交渉が難航すると「じゃあ、三波春夫で盆踊りだ!!」と突然方向転換。三波の起用を強引に押し通したという。この一件は、経緯を承知していなかった吉川が降板すると言い出す騒ぎにまでなった。ただし、吉川本人は後年、ルパン音頭について「もう素晴らしかったですね」と述べ、「トリッキーな作りとして最後まで意表を衝きたいが方法がなくて困っていたんで。誰もあの歌がくるとは夢にも思わないでしょう。正直『やったぜ!』です」と当時を振り返っている。
製作日数は約1年3ヶ月。専用のスタッフルームが阿佐ヶ谷に置かれた。最終的な参加スタッフは1315人ほどであった。

## カットされたシーン
公開時、上映時間の都合でカットされた箇所が2つある（約15分）。どちらも製作時には映像が完成しているが、映像自体が公開されたことは予告編に一部が流用されたことを除いて一度もない。
当時のパンフレット内のあらすじや後年の関連書籍で紹介されている。また、DVDの特典でこの場面に登場する住職（声: 槐柳二）や寺男デザインの銭形などの設定画が収録されている。
- 本編冒頭、ルパンが死刑になったことで目的を達成した銭形が警官を退職して山寺の寺男になるも、訪れた警視総監からルパンの生存を知らされ、山寺を飛び出す場面。冒頭でルパンの検死報告が流れるシーンの背景が仏像なのは、この山寺のシーンに直結していた名残である。なお、この山寺のアイディアは後に『ルパン三世 風魔一族の陰謀』に流用されている[20]。
- 賢者の石を調べるため、パリ市内の古本屋へ入ったルパンが古本屋の親父（声：北村弘一）とやり取りする場面。

## プロモーション
ポスターイラストは、原作者のモンキー・パンチが担当した。
配給は、東宝洋画系で行われた。東宝宣伝部は本作を『007シリーズ』のアニメ版という位置付けにし、ポスターと本編にヌードや性的表現を登場させるなど、ターゲットとする観客層は大人を想定していた。地方での同時上映作品は『ナイル殺人事件』という大人向けの作品であり、こちらがメインであった。
公開当時、本作は味の素ゼネラルフーヅ（現・味の素AGF）とタイアップ契約を結んでいた。ゼネラルフーヅはこの時、新製品の炭酸入りキャンディー「テレパッチ」を発売したばかりであり、劇中ではルパンがテレパッチを食べるカットが挿入された。
公開当時、マモーの容姿はメディアに公開せず、実際に映画を鑑賞するまで分からないようにしていた。

## 評価
次作『ルパン三世 カリオストロの城』と並んで人気の高い作品である。また、『カリオストロの城』は宮崎の個性や作風が色濃く反映されていることから、原作や『TV第1シリーズ』初期を意識した本作が「『ルパン三世』らしい作品」としてファンを中心に高く評価されることが多い。
上記の通り、ターゲットとする観客層は大人を想定していたが、いざ公開が始まると、実際の観客層は『TV第2シリーズ』を視聴中の中高生が中心だった。そのため、次作『ルパン三世 カリオストロの城』の製作が決定すると、ターゲットとする観客層は15 - 16歳中心に改められた。
配給収入は9億1500万円で、1979年に公開された邦画としては第9位であった。また、キネマ旬報ベスト・テンでは第26位を記録した。

### 吉川自身の評価
吉川惣司自身は本作について後年、スケジュール的に不満の残る仕上がり部分が多かったと明かしている。また、公開当時の周囲の反応は今一つであり「ほめてくれた人はほとんどいなかった。敗北感でいっぱいでした」と語っている。そのため、インターネットが普及し始めた1990年代後半に高評価されていることを知った際は「何で今さら、という感じ」だったといい「もっと後で発表していたら仕事も増えたかなあ」と語っている。
一方で、大和屋竺が公開翌年に吉川へ送った年賀状の中で本作を「本当に傑作でした」と記しており、読んだ吉川は報われた思いになったという。

### 原作者の評価
原作者のモンキー・パンチは製作時、本作について「台本はルパン三世の感じがよく出ていた」と評し、少し解釈違いはあったものの「原作とアニメは違う」との考えからあまり口出しはしなかったという。キャラクターデザインに関しては「最初、ルパンがちょっとジジむさかったりしたけど、最終的にできたものを見ると、なかなか都会的センスにあふれていました」とし「劇画の原作を、線を少なくしてアニメ化する場合、デッサンがしっかりしていないとできませんが、東京ムービーのスタッフは絵がうまいので、いい映画になると、ボクも期待しています」とコメントしている。

### 批評家・研究者による評価
映画評論家の河原畑寧は、1978年の読売新聞にて「近来最も良く出来たアニメーション映画で、『イエロー・サブマリン』『フリッツ・ザ・キャット』と肩を並べてもおかしくない傑作といってもいい」と評し、「天才超人こそが生きるに価する存在だと主張するマモーの理想主義に対し、ルパン三世は、あくまでも通俗と常識を振り回し屈服しない。ツァラトゥストラ対熊さん八つぁんの対決という基本構造がはっきりしていて、その上で優れたアイデアに基づく入念な絵作りとアニメ化がなされているから面白いのである」と述べている。また、作画に関しては「マモーの宮殿がキリコ、デルボー、ダリといった超現実主義絵画で構成され、ルパンと銭形がその中で追いかけっこするかと思うと、マモーの居間の壁にミケランジェロのフレスコ画が広がる。日本映画に珍しいゼイタクな遊びの趣向である。それも、いたずらにハイブローぶるのではなく、しゃれとイキの感覚で凝っているから楽しくなる」と評した。
アニメスタイルの編集長を務めるライターの小黒祐一郎は「完全に『旧ルパン』的だったわけではないのだけれど、『新ルパン』で物足りなく思っていたものの全てがそこにあった。『マモー編』は、別々だったアニメブームと『ルパン三世』人気がクロスした作品だったと思う。パワーのある作品だったし、全体にお祭り気分があったと思う。」「『新ルパン』が高視聴率を維持する人気番組として放映されている最中に、『旧ルパン』テイストの劇場作品が作られたという事が、『ルパン三世』というシリーズの複雑さ、面白さを端的に示しています」と評している。その他、『TV第1シリーズ』第2話「魔術師と呼ばれた男」との類似点が特に多いことを挙げ、同話の演出をした大隅正秋による「プライドのために戦うルパン」を継承していることから「本質的な意味において、「大隅ルパン」的と言えるのかもしれない」とする一方で、「大隅ルパン」独特のアンニュイさがなく、作品としての派手さは『TV第2シリーズ』に近いとも分析し「そのあたりも面白い」としている。
佐藤健志は「日本アニメ史上、アメリカンコミックの感覚に一番近づいた、クールに冴えた作品」とし、脚本も秀逸と話すほか「『カリオストロの城』をくさすつもりは毛頭ないにせよ、私にとって『ルパン』のベストはこちら」としている。
サイエンスライターの金子隆一は本作のクローン描写に関して、コピーを重ねるとゲノムが劣化する問題を扱った作品は日本のメジャー作品では珍しいと評価している。
リアルサウンドのライターであるのざわよしのりは、2023年に「本作は70年代の映画でありながら、生物の細胞からオリジナルそっくりのクローンを作るという、当時としては随分SFじみた設定を根幹に置いている。2020年代の現代でこそクローン技術は珍しくないが、お茶の間向けに口当たり良く作られていた第2TVシリーズと並行して公開された作品と考えれば、かなりハード路線を目指していたのが分かる。また、同一細胞のクローン製造を続けた結果、粗悪な複製体が生まれることで、マモーの生への執着と哀しみも描かれている。遺伝子情報の劣化で、皺くちゃなマモーの失敗作が出来ることも、『コピーを重ねると像がぼやけてくる』と観客に分かりやすい台詞で語られてる辺りも見事な脚本だ。」としている。

### 関係者などの評価
- 漫画家の眠田直は、芝山努のレイアウトを称賛し「ビスタの横長画面を存分に使いきった構図の腕はお見事というほか無い。絵描きはみんなここから勉強するといい」「芝山努氏の凄みは本作を1本観るだけでわかる（中略）いまだに16:9画面で、芝山氏の構図を越えるアニメが無い」としている[33][34]。

- 初めて映画館で観たアニメ映画を本作と語る本田雄は「通常OPは登場人物紹介なのですが、それが一切なく、クローン人間(マモー)の作成過程だけを延々と見せていく。その斬新な見せ方に一気に引き込まれました。ルパンの雰囲気もテレビシリーズと異なり、コミカルさも残しつつ怪しげな感じがカッコイイ!」評するほか、ルパンが『俺ぁ夢盗まれたからな。取り返しにいかなぁ』と話すくだりは「自分自身のことなのか多くを語らず色んな意味に捉えられて、とにかく深い!」とコメントしている[35]。

- アニメーターの五味洋子は、本作について「スタッフやキャラクターデザインや作品のムードが変わっても『ルパン三世』というイメージは揺るがない、一種のブランド化が確立された契機と言えるのではないでしょうか」とコメントしている[36]。

- アニメ監督の細田守は、『ONE PIECE THE MOVIE オマツリ男爵と秘密の島』制作の際に本作の影響があったことを明かし、「本作をスタッフみんなで観て、『マモー編』を理想としてやろう、という事を言ってた。今も続いてる漫画やシリーズがあるという前提と制約の中で、どんな映画が成立するのか、という思考のプロセスにおいても参考にしていますよ。」とコメントしている[37]。

- 現代美術家、映像作家の石田尚志は、本作について「絵的にも、あり得ない空間構成の斬新さが衝撃的だったんです。後に自分の作品が、思いがけずその影響を受けているのに気付いて愕然としたことも(笑)。」とコメントしている[38]。

### ランキング
- 双葉文庫の『ルパン三世カルト 2001』では、当時のアニメ「ルパン三世」シリーズすべてを含めた面白さのランク付けで、2位となった[注釈 16][39]。
- 2003年に発売された『世界と日本のアニメーションベスト150』では、本作が119位にランクインしている[30]。
- 2023年、ねとらぼで行われた「ルパン三世のアニメ映画・OVA人気ランキング」では第2位となった[40]。

## 受賞歴
- 1978年「東南アジア映画祭」批評家賞受賞[41]

　　受賞理由：パックス・アメリカーナ（アメリカによる世界支配構造）への痛烈な風刺

## 関連作品

### 後の作品への影響
石川五ェ門の決め台詞「またつまらぬ物を斬ってしまった」の原型となる「―斬ったか」は、本作が初出である。その後『TV第2シリーズ』86話「謎の夜光仮面現わる」（1979年6月4日放送）で「またつまらぬ物を斬ってしまった」が登場する。
1989年から始まったTVスペシャルの初期4作（『ルパン三世 バイバイ・リバティー・危機一発!』から『ルパン三世 ロシアより愛をこめて』まで）のキャラクターデザインは、本作をイメージしたものである。担当した古瀬登によると、初めて担当した仕事が本作であったため、敬意を表して似せたものにしたという。また、出﨑統は本作を意識して作画監督の古瀬にキャラ設定を頼んだという。なお、本作でのルパン（赤ジャケット・黄色のネクタイ）と五ェ門の衣装設定（白の着物・茶色の袴）は、以後のTVスペシャルでもほぼ全作で共通となっている。

### LUPIN THE IIIRDシリーズ
『LUPIN THE IIIRD 次元大介の墓標』
2014年に発売されたOVA作品（同年、一部劇場で先行公開された）。本編の一部にマモーが登場する。なお、試写でマモーの登場シーンを観たモンキー・パンチは喜んだという。
『LUPIN THE IIIRD THE MOVIE 不死身の血族』
2025年に公開された映画作品。先の『次元大介の墓標』から始まったシリーズ作品の完結編であり、本作『ルパンVS複製人間』につながるように描かれている。

### ゲーム・パチンコ
2000年にバンプレストから、「生きていた複製人間」の題名でテレビゲーム作品として本作の続編の制作が予定されていた。内容は、「マモーが滅んだ後も、何人もいたマモーのクローンの中の数体が生き残っていて、ルパンたちに復讐を企む」というものであり、敵キャラクターとして、マモーだけでなく、『ルパン三世 カリオストロの城』以降の劇場映画作品のキャラクターもクローンとして登場する予定であった。しかし製作が思うように進まず、ゲーム化の製作権が現在のトムス・エンタテインメントの親会社であるセガホールディングス（2015年3月まではセガ）へ移ったため没案となっている。
『クリフハンガー』（1983年、スターンエレクトロニクス、レーザーディスクゲーム）
本作の一部および、『ルパン三世 カリオストロの城』を流用したレーザーディスクゲーム。
『ルパン三世 THE SHOOTING』（2001年10月、セガ/ワウ エンターテイメント）
『ルパン三世 TV第2シリーズ』の世界観を基準しながら、本作のストーリーを一部脚色したガンシューティングゲーム。最終面はルパンVS複製人間の最終局面を題材とし、マモーのロケットの脳収容部分に爆弾を取り付けた後、それを一発の弾丸で撃ち抜くというステージとなっている。コンティニュー不可の一発勝負。
『Pルパン三世〜復活のマモー〜』（2020年、平和、パチンコ）
2020年、平和によるパチンコオリジナル作品として製作された。

## 地上波テレビ放送履歴
- 全国ネットの映画番組で放送された日を記載。放送はすべて日本テレビ系列。ローカル枠（日本テレビの『映画天国』など）やBS・CS（WOWOWなど）などでの放送については割愛。なお、2001年1月1日にはBS日テレで放送されている[45]。また、2025年6月22日には『BS12 トゥエルビ』の『日曜アニメ劇場』枠にて放送[46]。
- 基本的に放送時間の都合でカット編集が行われている[47]。当初は監督の吉川自身によるカットが行われ、放送毎にカット箇所が異なっていたが、近年は統一され、性的なシーンやヌード、「気狂」や「パー」「白痴」など精神障害者に対する差別用語を発する場面を中心にカットされている[48]。
- 2016年の放送以降は、冒頭のクレジット表記が「トムス・エンタテインメント作品」に差し替えられ、エンディングも独自編集のダイジェスト映像に差し替えたものが使用されている。

| 回数 | 放送日         | 番組名           | 視聴率 | 備考        | 出典   |
| ---- | -------------- | ---------------- | ------ | ----------- | ------ |
| 1    | 1979年12月12日 | 水曜ロードショー |        |             |        |
| 2    | 1982年1月6日   | 水曜ロードショー |        |             |        |
| 3    | 1983年9月14日  | 水曜ロードショー |        |             |        |
| 4    | 1984年10月24日 | 水曜ロードショー |        | [ 注釈 17 ] |        |
| 5    | 1993年2月5日   | 金曜ロードショー |        |             |        |
| 6    | 1999年11月19日 | 金曜ロードショー | 19.7%  | [ 注釈 18 ] | [ 50 ] |
| 7    | 2002年2月22日  | 金曜ロードショー | 18.2%  |             |        |
| 8    | 2004年10月22日 | 金曜ロードショー | 13.8%  |             | [ 51 ] |
| 9    | 2007年5月4日   | 金曜ロードショー | 15.8%  | [ 注釈 19 ] | [ 52 ] |
| 10   | 2009年6月19日  | 金曜ロードショー | 11.6%  |             | [ 53 ] |
| 11   | 2011年9月2日   | 金曜ロードショー | 12.7%  |             | [ 54 ] |
| 12   | 2014年3月28日  | 金曜ロードSHOW!  | 11.2%  |             | [ 55 ] |
| 13   | 2016年10月21日 | 金曜ロードSHOW!  | 8.7%   |             |        |
| 14   | 2019年4月19日  | 金曜ロードSHOW!  | 8.8%   | [ 注釈 20 ] | [ 56 ] |
| 15   | 2023年4月28日  | 金曜ロードショー | 5.9%   |             | [ 57 ] |

## 映像ソフト
- 最初に、大沢商会から約9分に短縮された8mmフィルムが発売された。
- 1980年頃、東宝ビデオよりVHSとベータが発売。技術的な問題から、初版ではルパンの脳内のイメージを映像化するシーンなどがカットされ87分ほどに短縮されたものだった。その後、TOHO VIDEODISCからノーカットでレーザーディスクとVHDが発売され、以降のホームメディアはすべてノーカット収録となる。
- 1995年、VHSが東宝より再販された。
- 2003年、DVDが東宝より発売された。
- 2008年、Blu-ray Discがバップより発売され、DVDも同社から再販[58]。ジャケットイラストは、椛島義夫と友永和秀による描きおろしとなった。なお、本編映像はHDマスター仕様とされるが、実際は先述の東宝DVD版のテレシネ素材を流用している[要出典]。
- 2019年、シリーズ初となるUltra HD Blu-rayがバップよりリリースされた[59]。
- 2022年4月にDiscotek社（英語版）から北米版Blu-rayが発売された。本編映像はHDリマスターが謳われており、音声は日本語版はオリジナルモノラル音声と2019年リミックス音声（5.1chサラウンド版と2.0chステレオ版の2種類）が、英語吹替版は歴代全てのバージョン、さらに音楽トラックのみの音声が収録。特典としてアフレコ台本と絵コンテ（未商品化）がPDF方式で初収録された[60]。

## MX4D版
2017年、本作をMX4D化した『ルパン三世 ルパンVS複製人間 MX4D版』が9月1日から9月15日の期間限定で劇場公開された。
「ルパン三世」誕生50周年記念企画の一環であり、シリーズとしては同年1月に公開された『カリオストロの城』に次ぐMX4Dとなった。
MX4D化に際しては、監督の吉川惣司自らが監修した。同時に、映像自体も4Kリマスターが行われ、当時の細かい作画ミスなどが違和感がない範囲で修正されたほか、音声もオリジナルのモノラルから5.1chデジタルサウンドに変換されている。ただし、一般向け上映にするため、次元のセリフが一か所だけカットされた。
入場者特典として、ルパンとマモーが描かれた特製オリジナルステッカーが配布された。

## 関連商品
- 主題歌「ルパン音頭」「銭形マーチ」のほかにも、三波春夫の歌唱によるLP『ルパン三世 世界をかける』が発売予定だったが中止となった[62]。LP用に録音した新曲8曲[63]は長らく未発表になっていたが、三波の七回忌の命日にあたる2008年4月14日に発売されたマキシ・シングル「三波春夫ルパン三世を唄う」に2曲が収録された[62]。
- 2007年には、本作の世界観をベースとした同一素体フィギュアのセット「ルパン三世対決セット」シリーズがミクロアクションシリーズとして発売された。一方は本人としてであり、もう一方はクローンという設定である。